# Лусеро
Лусеро (полное имя — Лусеро Огаса Леон исп. Lucero Hogaza León; 29 августа 1969, Мехико Мексика) — мексиканская актриса, певица, композитор и телеведущая.

## Биография
Лусеро Огаса, чье имя означает «яркая звезда», родилась в Мехико. Отцом Лусеро был Антонио Огаса, а мать — мексиканская актриса Лусеро Леон. Её родители  не отличались особым воображением и назвали свою дочку в честь матери, а её старшего брата Антонио, соответственно, в честь отца. Они также не имели ни малейшего отношения к телеиндустрии, что в принципе не помещало их дочери начать свою карьеру в юном возрасте: в 10 лет Лусеро впервые появилась на экране в музыкальном телефильме. А спустя три года Лусеро пригласили в теленовеллу «Чиспита», в которой она снималась вместе с Энрике Лисальде, известным нам по той же самой «Узурпаторше» и «Эсмеральде». Актриса Лусеро в большинстве телесериалах снималась вместе со своей матерью.

## Фильмография
- 1990: Когда приходит любовь — Исабель Контрерас
- 1995: Узы любви — Мария Гваделупе/Мария Паула/Мария Фернанда Ривас/Лаура Утурбе
- 2005: Рассвет — Ипполита
- 2008: Завтра — это навсегда — Барбара Греко
- 2010: Я твоя хозяйка — Валентина
- 2012: Для неё я Ева — Элена Морено Ромеро